# Distrito Metropolitano de Agua del Sur de California

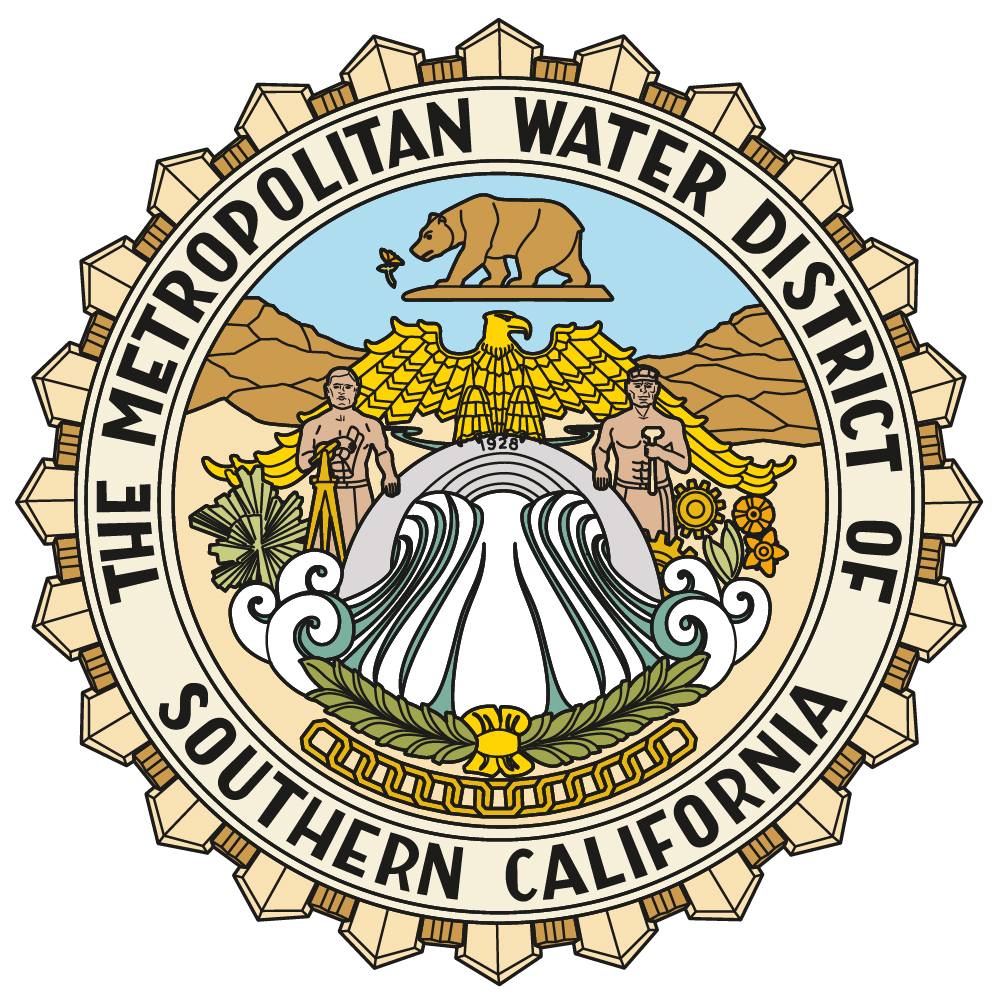
"Los elementos incluyen el oso de California, la amapola de California, agua que fluye desde un gran túnel, trabajadores de la construcción del acueducto del río Colorado flanqueados por plantas del desierto, un engranaje que simboliza las ruedas de la industria y eslabones de una cadena que representa las ciudades fundadoras de Metropolitan".

El Distrito Metropolitano de Agua del Sur de California o conocido en inglés como el Metropolitan Water District of Southern California es el mayor proveedor de agua a granel para uso municipal en el mundo. El nombre es usualmente acortado a "Distrito Metropolitano de Agua" o simplemente como "MWD" por sus siglas en inglés. Es un consorcio de 26 ciudades y distritos de agua que indirectamente proveen agua a 24 millones de personas en un área de servicio 5,200 pies cuadrados. El distrito fue creado por una decisión de la Legislatura de California en 1928, principalmente para gestionar el agua que corre del Río Colorado y que en la actualidad también gestiona el agua que fluye de la Acueducto de California, así como otras fuentes de agua.
Incluye partes de los condados de Los Ángeles, Orange, San Diego, Riverside, San Bernardino y Ventura. El distrito abastece a la mayoría de las ciudades costeras y las áreas más pobladas del Sur de California y grandes partes de los condados de San Diego, San Bernardino y Riverside están localizados en las afueras de las áreas de servicios. El área de servicio de estos seis condados al 2003 tuvieron el octavo producto interno bruto en el mundo, por detrás de Italia pero adelante de Canadá.
La sede principal está localizada en 700 y la Calle North Alameda en el Centro de Los Ángeles, adyacente a Union Station.

## Historia
Después de su fundación en 1928, el Distrito Metropolitano construyó el Acueducto del Río Colorado para traer el agua de la Presa Parker en el Río Colorado para abastecer a las áreas del Distrito Metropolitano. El Distrito Metropolitano empezó a abastecer el área en 1941.

## Miembros
Mapa
- Calleguas Municipal Water District
- Central Basin Municipal Water District
- Ciudad de Anaheim
- Ciudad de Beverly Hills
- Ciudad de Burbank
- Ciudad de Compton
- Ciudad de Fullerton
- Ciudad de Glendale
- Ciudad de Long Beach
- Ciudad de Los Ángeles
- Ciudad de Pasadena
- Ciudad de San Fernando
- Ciudad de San Marino
- Ciudad de Santa Ana
- Ciudad de Santa Mónica
- Ciudad de Torrance
- Eastern Municipal Water District
- Foothill Municipal Water District
- Inland Empire Utilities Agency (IEUA)
- Las Vírgenes Municipal Water District
- Municipal Water District of Orange County
- San Diego County Water Authority
- Three Valleys Municipal Water District
- Upper San Gabriel Valley Municipal Water District
- West Basin Municipal Water District
- Western Municipal Water District of Riverside County